# Красна Звєзда (Альшеєвський район)
Кра́сна Звє́зда (рос. Красная Звезда, башк. Красная Звезда) — присілок у складі Альшеєвського району Башкортостану, Росія. Входить до складу Абдрашитовської сільської ради.
Населення — 56 осіб (2010; 46 в 2002).
Національний склад:
- росіяни — 54 %
- башкири — 35 %